# Seznam slovenskih športnih strelcev
Seznam slovenskih športnih strelcev

## Strelci
- Sonja Benčina
- Patricija Breskvar
- Rajmond Debevec
- Urška Hrašovec
- Aljaž Kerlatec
- Nejc Klopčič
- Luka Lukić
- Robert Markoja
- Teja Medved
- Jure Sočič
- Hana Strakušek
- Franček Gorazd Tiršek, paraolimpijec
- Maksimilijan Žarič

## Strelski trenerji
- Damijan Klopčič
- Andraž Tekavčič
- Samo Zelko